# Premiership Rugby (2007/2008)
English Premiership 2007/2008 – dwudziesta pierwsza edycja Premiership, najwyższego poziomu rozgrywek w rugby union w Anglii. Organizowane przez Rugby Football Union zawody odbyły się w dniach 15 września 2007 – 31 maja 2008 roku, a tytułu bronił zespół Leicester Tigers.
Rozgrywki toczyły się w pierwszej fazie systemem ligowym w okresie jesień-wiosna, a czołowa czwórka awansowała do półfinałów. Tytuł mistrzowski zdobył zespół London Wasps.

## Faza grupowa
| 15 września 200714:15 | Bath                                                                                    | 29:15(19:10) | Worcester Warriors                                          | The Recreation Ground, Bath Widzów: 10010 Sędzia: Martin Fox |
| 15 września 200714:15 | Daniel Browne 5 (P) Jack Cuthbert 10 (2P) Michael Claassens 5 (P) Shaun Berne 9 (3pd K) | 29:15(19:10) | Matt Powell 5 (P) Shane Drahm 5 (pd K) Thinus Delport 5 (P) | The Recreation Ground, Bath Widzów: 10010 Sędzia: Martin Fox |

| 15 września 200715:30 | Harlequins                                                                                              | 35:27(15:6) | London Irish                                                                              | Twickenham Stadium Londyn Widzów: 39400 Sędzia: Ashley Rowden |
| 15 września 200715:30 | Chris Malone 15 (3pd 3K) Hal Luscombe 5 (P) Jordan Turner-Hall 5 (P) Olly Kohn 5 (P) Tom Williams 5 (P) | 35:27(15:6) | David Paice 5 (P) Jeremy Staunton 12 (3pd 2K) Richard Thorpe 5 (P) Steffon Armitage 5 (P) | Twickenham Stadium Londyn Widzów: 39400 Sędzia: Ashley Rowden |
| 15 września 200715:30 | David Paice                                                                                             | 35:27(15:6) |                                                                                           | Twickenham Stadium Londyn Widzów: 39400 Sędzia: Ashley Rowden |

| 15 września 200718:00 | London Wasps                             | 19:29(9:16) | Saracens                                                                      | Twickenham Stadium Londyn Widzów: 39400 Sędzia: Sean Davey |
| 15 września 200718:00 | Danny Cipriani 14 (pd 4K) Joe Ward 5 (P) | 19:29(9:16) | Adam Powell 5 (P) Gordon Ross 14 (pd 4K) Hugh Vyvyan 5 (P) Neil de Kock 5 (P) | Twickenham Stadium Londyn Widzów: 39400 Sędzia: Sean Davey |
| 15 września 200718:00 | Fraser Waters                            | 19:29(9:16) | Tom Mercey · Tom Ryder                                                        | Twickenham Stadium Londyn Widzów: 39400 Sędzia: Sean Davey |

| 16 września 200715:00 | Bristol                                 | 13:26(13:10) | Leicester Tigers                                                                                   | Memorial Stadium, Bristol Widzów: 8125 Sędzia: Roy Maybank |
| 16 września 200715:00 | David Hill 8 (pd 2K) Lee Robinson 5 (P) | 13:26(13:10) | Ayoola Erinle 5 (P) Johne Murphy 8 (pd 2K) Paul Burke 5 (pd K) Sam Vesty 3 (dg) Tom Varndell 5 (P) | Memorial Stadium, Bristol Widzów: 8125 Sędzia: Roy Maybank |

| 16 września 200715:00 | Leeds Carnegie                                                                    | 24:49(19:18) | Gloucester | Headingley Rugby Stadium, Headingley Widzów: 10674 Sędzia: David Rose |
| 16 września 200715:00 | Alberto di Bernardo 11 (pd 3K) James Brooks 3 (K) Jon Dunbar 5 (P) Tom Rock 5 (P) | 24:49(19:18) | Anthony Allen 5 (P) Iain Balshaw 5 (P) James Simpson-Daniel 5 (P) Lesley Vainikolo 25 (5P) Ryan Lamb 9 (3pd K) | Headingley Rugby Stadium, Headingley Widzów: 10674 Sędzia: David Rose |

| 16 września 200715:00 | Newcastle Falcons                                                                                       | 33:12(11:5) | Sale Sharks                                             | Kingston Park, Newcastle upon Tyne Widzów: 5859 Sędzia: Rob Debney |
| 16 września 200715:00 | James Grindal 5 (P) Mark Mayerhofler 5 (P) Ollie Phillips 5 (P) Toby Flood 13 (2pd dg 2K) Tom May 5 (P) | 33:12(11:5) | Ben Foden 5 (P) Charlie Hodgson 2 (pd) Lee Thomas 5 (P) | Kingston Park, Newcastle upon Tyne Widzów: 5859 Sędzia: Rob Debney |
| 16 września 200715:00 | Chris Jones                                                                                             | 33:12(11:5) |                                                         | Kingston Park, Newcastle upon Tyne Widzów: 5859 Sędzia: Rob Debney |

| 22 września 200715:00 | Leicester Tigers                                              | 26:16(6:9) | Bath                                     | Welford Road, Leicester Widzów: 17059 Sędzia: David Rose |
| 22 września 200715:00 | Andy Goode 16 (2pd dg 3K) Johne Murphy 5 (P) Matt Smith 5 (P) | 26:16(6:9) | Rob Hawkins 5 (P) Shaun Berne 11 (pd 3K) | Welford Road, Leicester Widzów: 17059 Sędzia: David Rose |

| 22 września 200717:00 | Harlequins                                                                            | 39:15(13:3) | Leeds Carnegie                                                                | Twickenham Stoop, Londyn Widzów: 7459 Sędzia: Roy Maybank |
| 22 września 200717:00 | Chris Malone 19 (P 4pd 2K) Jordan Turner-Hall 5 (P) Simon Keogh 5 (P) Tom Guest 5 (P) | 39:15(13:3) | Leigh Hinton 3 (K) Rhys Oakley 5 (P) Richard Welding 2 (pd) Vili Ma'asi 5 (P) | Twickenham Stoop, Londyn Widzów: 7459 Sędzia: Roy Maybank |
| 22 września 200717:00 | Tom Guest                                                                             | 39:15(13:3) |                                                                               | Twickenham Stoop, Londyn Widzów: 7459 Sędzia: Roy Maybank |

| 22 września 200717:00 | Worcester Warriors                                                                | 24:24(7:16) | London Wasps                                                                     | Sixways Stadium, Worcester Widzów: 7105 Sędzia: Rob Debney |
| 22 września 200717:00 | Dom Feauʻnati 5 (P) Kai Horstmann 5 (P) Marcel Garvey 5 (P) Shane Drahm 9 (3pd K) | 24:24(7:16) | Danny Cipriani 5 (pd K) Dave Walder 9 (3K) James Haskell 5 (P) Pat Barnard 5 (P) | Sixways Stadium, Worcester Widzów: 7105 Sędzia: Rob Debney |
| 22 września 200717:00 | Tom Wood                                                                          | 24:24(7:16) |                                                                                  | Sixways Stadium, Worcester Widzów: 7105 Sędzia: Rob Debney |

| 23 września 200715:00 | London Irish                                                    | 19:0(16:0) | Newcastle Falcons | Madejski Stadium, Reading Widzów: 6800 Sędzia: Sean Davey |
| 23 września 200715:00 | Faan Rautenbach 5 (P) Jeremy Staunton 9 (3K) Paul Hodgson 5 (P) | 19:0(16:0) |                   | Madejski Stadium, Reading Widzów: 6800 Sędzia: Sean Davey |
| 23 września 200715:00 | Tom Dillon                                                      | 19:0(16:0) |                   | Madejski Stadium, Reading Widzów: 6800 Sędzia: Sean Davey |

| 23 września 200715:00 | Sale Sharks                                           | 20:6(8:6) | Bristol           | Edgeley Park, Stockport Widzów: 6402 Sędzia: Ashley Rowden |
| 23 września 200715:00 | Charlie Hodgson 15 (2dg 3K) Oriol Ripol Fortuny 5 (P) | 20:6(8:6) | David Hill 6 (2K) | Edgeley Park, Stockport Widzów: 6402 Sędzia: Ashley Rowden |

| 23 września 200715:00 | Saracens                                                                        | 31:38(14:19) | Gloucester                                                                        | Vicarage Road, Watford Widzów: 6976 Sędzia: Martin Fox |
| 23 września 200715:00 | Adam Powell 5 (P) Edd Thrower 5 (P) Gordon Ross 16 (2pd 4K) Kevin Sorrell 5 (P) | 31:38(14:19) | Anthony Allen 5 (P) Luke Narraway 5 (P) Olly Morgan 5 (P) Ryan Lamb 23 (P 3pd 4K) | Vicarage Road, Watford Widzów: 6976 Sędzia: Martin Fox |
| 23 września 200715:00 | Andy Hazell                                                                     | 31:38(14:19) |                                                                                   | Vicarage Road, Watford Widzów: 6976 Sędzia: Martin Fox |

| 29 września 200714:15 | Bath                                                         | 21:19(15:13) | Sale Sharks                                   | The Recreation Ground, Bath Widzów: 10105 Sędzia: Andrew Small |
| 29 września 200714:15 | Matt Banahan 5 (P) Pieter Dixon 5 (P) Shaun Berne 11 (pd 3K) | 21:19(15:13) | Ben Foden 5 (P) Charlie Hodgson 14 (pd dg 3K) | The Recreation Ground, Bath Widzów: 10105 Sędzia: Andrew Small |

| 29 września 200718:00 | Gloucester                                                                               | 29:7(6:0) | Worcester Warriors                      | Kingsholm Stadium, Gloucester Widzów: 15781 Sędzia: David Rose |
| 29 września 200718:00 | James Simpson-Daniel 5 (P) Mike Tindall 5 (P) Olivier Azam 5 (P) Ryan Lamb 14 (pd dg 3K) | 29:7(6:0) | Gavin Quinnell 5 (P) Shane Drahm 2 (pd) | Kingsholm Stadium, Gloucester Widzów: 15781 Sędzia: David Rose |
| 29 września 200718:00 | Pat Sanderson                                                                            | 29:7(6:0) |                                         | Kingsholm Stadium, Gloucester Widzów: 15781 Sędzia: David Rose |

| 29 września 200718:00 | Newcastle Falcons                                      | 19:12(14:6) | Harlequins           | Kingston Park, Newcastle upon Tyne Widzów: 6478 Sędzia: Martin Fox |
| 29 września 200718:00 | Geoff Parling 5 (P) Matt Burke 9 (P 2pd) Tom May 5 (P) | 19:12(14:6) | Chris Malone 12 (4K) | Kingston Park, Newcastle upon Tyne Widzów: 6478 Sędzia: Martin Fox |
| 29 września 200718:00 | Jim Evans                                              | 19:12(14:6) |                      | Kingston Park, Newcastle upon Tyne Widzów: 6478 Sędzia: Martin Fox |

| 30 września 200715:00 | Bristol                             | 14:11(11:6) | London Irish                                 | Memorial Stadium, Bristol Widzów: 6751 Sędzia: Rob Debney |
| 30 września 200715:00 | David Hill 9 (3K) Tom Arscott 5 (P) | 14:11(11:6) | Delon Armitage 6 (2K) Steffon Armitage 5 (P) | Memorial Stadium, Bristol Widzów: 6751 Sędzia: Rob Debney |

| 30 września 200715:00 | Leeds Carnegie                          | 7:31(0:17) | Saracens | Headingley Rugby Stadium, Headingley Widzów: 9620 Sędzia: Ashley Rowden |
| 30 września 200715:00 | Leigh Hinton 2 (pd) Stuart Hooper 5 (P) | 7:31(0:17) | Glen Jackson 2 (pd) Gordon Ross 9 (3pd K) Hugh Vyvyan 5 (P) Noah Cato 5 (P) Richard Haughton 5 (P) Rodd Penney 5 (P) | Headingley Rugby Stadium, Headingley Widzów: 9620 Sędzia: Ashley Rowden |

| 30 września 200715:00 | London Wasps                                                                       | 17:20(11:14) | Leicester Tigers                                        | Adams Park, High Wycombe Widzów: 7313 Sędzia: Sean Davey |
| 30 września 200715:00 | Danny Cipriani 3 (K) Dave Walder 6 (dg K) Mark van Gisbergen 3 (K) Tom Voyce 5 (P) | 17:20(11:14) | Andy Goode 12 (4K) Johne Murphy 3 (K) Ollie Smith 5 (P) | Adams Park, High Wycombe Widzów: 7313 Sędzia: Sean Davey |
| 30 września 200715:00 | Andy Goode                                                                         | 17:20(11:14) |                                                         | Adams Park, High Wycombe Widzów: 7313 Sędzia: Sean Davey |

| 5 października 200719:45 | Sale Sharks                                     | 16:0(9:0) | London Wasps | Edgeley Park, Stockport Widzów: 7368 Sędzia: Rob Debney |
| 5 października 200719:45 | Charlie Hodgson 11 (pd 2dg K) Magnus Lund 5 (P) | 16:0(9:0) |              | Edgeley Park, Stockport Widzów: 7368 Sędzia: Rob Debney |

| 5 października 200720:00 | London Irish                            | 20:22(11:7) | Bath                                                                           | Madejski Stadium, Reading Widzów: 8092 Sędzia: Sean Davey |
| 5 października 200720:00 | David Paice 5 (P) Eoghan Hickey 15 (5K) | 20:22(11:7) | Daniel Browne 5 (P) Danny Grewcock 5 (P) Ian Davey 5 (P) Shaun Berne 7 (2pd K) | Madejski Stadium, Reading Widzów: 8092 Sędzia: Sean Davey |

| 5 października 200720:00 | Newcastle Falcons                                                        | 21:19(15:8) | Leeds Carnegie                                        | Kingston Park, Newcastle upon Tyne Widzów: 6847 Sędzia: Andrew Small |
| 5 października 200720:00 | Andy Long 5 (P) Matt Burke 5 (pd dg) Steve Jones 3 (dg) Tom May 8 (P dg) | 21:19(15:8) | Erik Lund 5 (P) Joe Bedford 5 (P) Leigh Hinton 9 (3K) | Kingston Park, Newcastle upon Tyne Widzów: 6847 Sędzia: Andrew Small |

| 6 października 200716:00 | Harlequins                                                       | 24:18(17:8) | Bristol                                                                    | Twickenham Stoop, Londyn Widzów: 7732 Sędzia: David Rose |
| 6 października 200716:00 | Chris Malone 9 (3pd dg) Simon Keogh 5 (P) Steve So'oialo 10 (2P) | 24:18(17:8) | David Hill 3 (K) David Lemi 5 (P) Jason Strange 5 (pd K) Tom Arscott 5 (P) | Twickenham Stoop, Londyn Widzów: 7732 Sędzia: David Rose |

| 6 października 200717:00 | Worcester Warriors                         | 16:21(7:13) | Saracens                                                         | Sixways Stadium, Worcester Widzów: 8863 Sędzia: Martin Fox |
| 6 października 200717:00 | Marcel Garvey 5 (P) Shane Drahm 11 (pd 3K) | 16:21(7:13) | Glen Jackson 11 (pd 3K) Richard Haughton 5 (P) Rodd Penney 5 (P) | Sixways Stadium, Worcester Widzów: 8863 Sędzia: Martin Fox |
| 6 października 200717:00 | Gavin Quinnell                             | 16:21(7:13) |                                                                  | Sixways Stadium, Worcester Widzów: 8863 Sędzia: Martin Fox |

| 6 października 200718:00 | Leicester Tigers                                                        | 17:30(3:20) | Gloucester                                   | Welford Road, Leicester Widzów: 17101 Sędzia: Roy Maybank |
| 6 października 200718:00 | Andy Goode 3 (K) Matt Cornwell 5 (P) Paul Burke 4 (2pd) Tom Croft 5 (P) | 17:30(3:20) | Leon Lloyd 5 (P) Willie Walker 20 (P 3pd 3K) | Welford Road, Leicester Widzów: 17101 Sędzia: Roy Maybank |

| 12 października 200720:00 | Leeds Carnegie                                                                                 | 26:21(13:6) | Worcester Warriors                                           | Headingley Rugby Stadium, Headingley Widzów: 4516 Sędzia: Rob Debney |
| 12 października 200720:00 | Alberto di Bernardo 11 (pd 2dg K) Jon Goodridge 5 (P) Jonny Hepworth 5 (P) Stuart Hooper 5 (P) | 26:21(13:6) | Loki Crichton 5 (P) Ryan Powell 5 (P) Shane Drahm 11 (pd 3K) | Headingley Rugby Stadium, Headingley Widzów: 4516 Sędzia: Rob Debney |
| 12 października 200720:00 | Rob Rawlinson · Stuart Hooper                                                                  | 26:21(13:6) |                                                              | Headingley Rugby Stadium, Headingley Widzów: 4516 Sędzia: Rob Debney |

| 13 października 200712:30 | Bath                                                                 | 25:10(15:7) | Harlequins                                 | The Recreation Ground, Bath Widzów: 10142 Sędzia: Andrew Small |
| 13 października 200712:30 | Michael Stephenson 5 (P) Peter Short 5 (P) Shaun Berne 15 (P 2pd 2K) | 25:10(15:7) | Chris Malone 5 (pd K) Steve So'oialo 5 (P) | The Recreation Ground, Bath Widzów: 10142 Sędzia: Andrew Small |

| 13 października 200715:00 | Gloucester                                                 | 31:12(12:12) | Sale Sharks                                                            | Kingsholm Stadium, Gloucester Widzów: 14075 Sędzia: Ashley Rowden |
| 13 października 200715:00 | Leon Lloyd 10 (2P) Olly Morgan 5 (P) Ryan Lamb 16 (2pd 4K) | 31:12(12:12) | Benoit Bourrust 5 (P) Charlie Hodgson 2 (pd) Oriol Ripol Fortuny 5 (P) | Kingsholm Stadium, Gloucester Widzów: 14075 Sędzia: Ashley Rowden |
| 13 października 200715:00 | Sean Cox                                                   | 31:12(12:12) |                                                                        | Kingsholm Stadium, Gloucester Widzów: 14075 Sędzia: Ashley Rowden |

| 14 października 200715:00 | Bristol                                                              | 23:16(17:6) | Newcastle Falcons       | Memorial Stadium, Bristol Widzów: 6829 Sędzia: Dean Richards |
| 14 października 200715:00 | Alfie Vaeluaga 5 (P) Brian O’Riordan 5 (P) Jason Strange 13 (2pd 3K) | 23:16(17:6) | Matt Burke 16 (P pd 3K) | Memorial Stadium, Bristol Widzów: 6829 Sędzia: Dean Richards |

| 14 października 200715:00 | London Wasps                                                                                | 28:14(15:9) | London Irish                              | Adams Park, High Wycombe Widzów: 6629 Sędzia: Roy Maybank |
| 14 października 200715:00 | Danny Cipriani 5 (P) George Skivington 5 (P) Mark van Gisbergen 13 (2pd 3K) Tom Voyce 5 (P) | 28:14(15:9) | Delon Armitage 5 (P) Eoghan Hickey 9 (3K) | Adams Park, High Wycombe Widzów: 6629 Sędzia: Roy Maybank |
| 14 października 200715:00 | Eoin Reddan                                                                                 | 28:14(15:9) | Bob Casey · Topsy Ojo                     | Adams Park, High Wycombe Widzów: 6629 Sędzia: Roy Maybank |

| 14 października 200715:00 | Saracens                                                                            | 26:19(11:11) | Leicester Tigers                                            | Vicarage Road, Watford Widzów: 7427 Sędzia: David Rose |
| 14 października 200715:00 | Adam Powell 5 (P) Glen Jackson 11 (pd 3K) Kris Chesney 5 (P) Richard Haughton 5 (P) | 26:19(11:11) | Boris Stankovich 5 (P) Jordan Crane 5 (P) Paul Burke 9 (3K) | Vicarage Road, Watford Widzów: 7427 Sędzia: David Rose |
| 14 października 200715:00 | Louis Deacon                                                                        | 26:19(11:11) |                                                             | Vicarage Road, Watford Widzów: 7427 Sędzia: David Rose |

| 19 października 200719:45 | Sale Sharks                                                                                               | 34:30(13:17) | Saracens                                                            | Edgeley Park, Stockport Widzów: 7051 Sędzia: Andrew Small |
| 19 października 200719:45 | Ben Foden 5 (P) Charlie Hodgson 14 (4pd 2K) Lee Thomas 5 (P) Richard Wigglesworth 5 (P) Rory Lamont 5 (P) | 34:30(13:17) | Glen Jackson 20 (P 3pd dg 2K) Kevin Yates 5 (P) Masi Matadigo 5 (P) | Edgeley Park, Stockport Widzów: 7051 Sędzia: Andrew Small |

| 20 października 200715:00 | Harlequins                                    | 26:25(13:15) | London Wasps                                                                        | Twickenham Stoop, Londyn Widzów: 10115 Sędzia: Dean Richards |
| 20 października 200715:00 | Chris Malone 16 (2pd dg 3K) Tosh Masson 5 (P) | 26:25(13:15) | Danny Cipriani 7 (2pd K) Eoin Reddan 5 (P) Fraser Waters 10 (2P) Riki Flutey 3 (dg) | Twickenham Stoop, Londyn Widzów: 10115 Sędzia: Dean Richards |
| 20 października 200715:00 | Danny Care                                    | 26:25(13:15) | Eoin Reddan                                                                         | Twickenham Stoop, Londyn Widzów: 10115 Sędzia: Dean Richards |

| 20 października 200715:00 | Leicester Tigers                                                                 | 28:20(20:10) | Worcester Warriors                                                                | Welford Road, Leicester Widzów: 16219 Sędzia: Dave Pearson |
| 20 października 200715:00 | Ben Herring 5 (P) Benjamin Kayser 5 (P) Ollie Smith 5 (P) Paul Burke 13 (2pd 3K) | 28:20(20:10) | Dale Rasmussen 5 (P) Drew Hickey 5 (P) Loki Crichton 2 (pd) Shane Drahm 8 (pd 2K) | Welford Road, Leicester Widzów: 16219 Sędzia: Dave Pearson |

| 21 października 200714:00 | Newcastle Falcons                                                    | 20:33(7:15) | Bath | Kingston Park, Newcastle upon Tyne Widzów: 5592 Sędzia: Rob Debney |
| 21 października 200714:00 | Joe Shaw 5 (P) Matt Burke 8 (pd 2K) Steve Jones 2 (pd) Tom May 5 (P) | 20:33(7:15) | Ian Davey 5 (P) Matt Banahan 5 (P) Michael Claassens 5 (P) Michael Stephenson 5 (P) Ryan Davis 3 (dg) Shaun Berne 10 (P pd K) | Kingston Park, Newcastle upon Tyne Widzów: 5592 Sędzia: Rob Debney |

| 21 października 200715:00 | Bristol                                                                                               | 39:13(13:3) | Leeds Carnegie                                  | Memorial Stadium, Bristol Widzów: 6439 Sędzia: Martin Fox |
| 21 października 200715:00 | Andrew Blowers 5 (P) David Hill 2 (pd) David Lemi 10 (2P) Jason Strange 12 (3pd 2K) Neil Brew 10 (2P) | 39:13(13:3) | Alberto di Bernardo 8 (pd dg K) Tom Biggs 5 (P) | Memorial Stadium, Bristol Widzów: 6439 Sędzia: Martin Fox |
| 21 października 200715:00 | Stuart Hooper                                                                                         | 39:13(13:3) |                                                 | Memorial Stadium, Bristol Widzów: 6439 Sędzia: Martin Fox |

| 21 października 200716:00 | London Irish                                | 15:10(3:0) | Gloucester                                 | Madejski Stadium, Reading Widzów: 7582 Sędzia: Sean Davey |
| 21 października 200716:00 | Peter Hewat 5 (pd K) Tomas De Vedia 10 (2P) | 15:10(3:0) | Chris Paterson 5 (pd K) Iain Balshaw 5 (P) | Madejski Stadium, Reading Widzów: 7582 Sędzia: Sean Davey |
| 21 października 200716:00 | Ryan Lamb                                   | 15:10(3:0) |                                            | Madejski Stadium, Reading Widzów: 7582 Sędzia: Sean Davey |

| 23 listopada 200720:00 | Worcester Warriors                         | 15:34(3:15) | Sale Sharks | Sixways Stadium, Worcester Widzów: 10197 Sędzia: Tony Spreadbury |
| 23 listopada 200720:00 | Pat Sanderson 10 (2P) Shane Drahm 5 (pd K) | 15:34(3:15) | Ben Foden 5 (P) Charlie Hodgson 5 (pd K) Dean Schofield 5 (P) Luke McAlister 9 (3K) Mark Cueto 5 (P) Rory Lamont 5 (P) | Sixways Stadium, Worcester Widzów: 10197 Sędzia: Tony Spreadbury |
| 23 listopada 200720:00 | Tom Wood                                   | 15:34(3:15) | Andrew Sheridan · Sebastien Bruno                                                                                      | Sixways Stadium, Worcester Widzów: 10197 Sędzia: Tony Spreadbury |

| 24 listopada 200714:15 | Bath                                                                                  | 28:13(17:6) | Bristol                                  | The Recreation Ground, Bath Widzów: 10600 Sędzia: Wayne Barnes |
| 24 listopada 200714:15 | Andrew Higgins 5 (P) Matt Banahan 5 (P) Michael Lipman 5 (P) Olly Barkley 13 (2pd 3K) | 28:13(17:6) | David Lemi 5 (P) Jason Strange 8 (pd 2K) | The Recreation Ground, Bath Widzów: 10600 Sędzia: Wayne Barnes |

| 24 listopada 200714:45 | Leeds Carnegie             | 6:29(6:13) | Leicester Tigers                                            | Headingley Rugby Stadium, Headingley Widzów: 9496 Sędzia: Andrew Small |
| 24 listopada 200714:45 | Alberto di Bernardo 6 (2K) | 6:29(6:13) | Andy Goode 14 (pd 4K) Tom Varndell 10 (2P) Tom Youngs 5 (P) | Headingley Rugby Stadium, Headingley Widzów: 9496 Sędzia: Andrew Small |

| 24 listopada 200715:00 | Gloucester                                                             | 27:25(13:25) | Harlequins                                                   | Kingsholm Stadium, Gloucester Widzów: 13506 Sędzia: David Rose |
| 24 listopada 200715:00 | Chris Paterson 12 (3pd 2K) Lesley Vainikolo 10 (2P) Mike Tindall 5 (P) | 27:25(13:25) | Chris Malone 10 (P pd K) Simon Keogh 10 (2P) Ugo Monye 5 (P) | Kingsholm Stadium, Gloucester Widzów: 13506 Sędzia: David Rose |
| 24 listopada 200715:00 | Andy Hazell                                                            | 27:25(13:25) | Andy Gomarsall · Ceri Jones                                  | Kingsholm Stadium, Gloucester Widzów: 13506 Sędzia: David Rose |

| 25 listopada 200715:00 | London Wasps                                                        | 35:12(18:0) | Newcastle Falcons                                         | Adams Park, High Wycombe Widzów: 9502 Sędzia: Martin Fox |
| 25 listopada 200715:00 | Danny Cipriani 20 (2P 2pd 2K) Paul Sackey 10 (2P) Riki Flutey 5 (P) | 35:12(18:0) | David Wilson 5 (P) Jonny Golding 5 (P) Steve Jones 2 (pd) | Adams Park, High Wycombe Widzów: 9502 Sędzia: Martin Fox |
| 25 listopada 200715:00 | David Wilson                                                        | 35:12(18:0) |                                                           | Adams Park, High Wycombe Widzów: 9502 Sędzia: Martin Fox |

| 25 listopada 200715:00 | Saracens                                                                              | 24:20(9:11) | London Irish                                | Vicarage Road, Watford Widzów: 9020 Sędzia: Dean Richards |
| 25 listopada 200715:00 | Adam Powell 5 (P) Glen Jackson 5 (pd dg) Gordon Ross 9 (dg 2K) Richard Haughton 5 (P) | 24:20(9:11) | Delon Armitage 14 (P 3K) Peter Hewat 6 (2K) | Vicarage Road, Watford Widzów: 9020 Sędzia: Dean Richards |

| 22 grudnia 200714:15 | Bath                                                                                       | 41:10(13:3) | Leeds Carnegie                               | The Recreation Ground, Bath Widzów: 10600 Sędzia: Dean Richards |
| 22 grudnia 200714:15 | Matt Banahan 15 (3P) Michael Claassens 5 (P) Nick Abendanon 5 (P) Olly Barkley 16 (5pd 2K) | 41:10(13:3) | Alberto di Bernardo 5 (pd K) Tom Biggs 5 (P) | The Recreation Ground, Bath Widzów: 10600 Sędzia: Dean Richards |

| 22 grudnia 200714:45 | Bristol                                                                       | 23:23(15:13) | London Wasps                                 | Memorial Stadium, Bristol Widzów: 9926 Sędzia: Andrew Small |
| 22 grudnia 200714:45 | Ed Barnes 3 (K) Jason Strange 5 (pd K) Luke Arscott 5 (P) Tom Arscott 10 (2P) | 23:23(15:13) | Danny Cipriani 13 (2pd 3K) Eoin Reddan 5 (P) | Memorial Stadium, Bristol Widzów: 9926 Sędzia: Andrew Small |
| 22 grudnia 200714:45 | Richard Birkett · Simon Shaw                                                  | 23:23(15:13) |                                              | Memorial Stadium, Bristol Widzów: 9926 Sędzia: Andrew Small |

| 22 grudnia 200715:00 | Harlequins                                                | 20:27(3:10) | Saracens                                                                          | Twickenham Stoop, Londyn Widzów: 11672 Sędzia: Tony Spreadbury |
| 22 grudnia 200715:00 | Adrian Jarvis 10 (2pd 2K) Tani Fuga 5 (P) Ugo Monye 5 (P) | 20:27(3:10) | Brent Russell 5 (P) Glen Jackson 12 (3pd 2K) Neil de Kock 5 (P) Rodd Penney 5 (P) | Twickenham Stoop, Londyn Widzów: 11672 Sędzia: Tony Spreadbury |

| 23 grudnia 200714:45 | Sale Sharks                                                    | 20:14(14:8) | Leicester Tigers                     | Edgeley Park, Stockport Widzów: 10872 Sędzia: Dave Pearson |
| 23 grudnia 200714:45 | Charlie Hodgson 12 (4K) Luke McAlister 3 (K) Rory Lamont 5 (P) | 20:14(14:8) | Andy Goode 9 (3K) Johne Murphy 5 (P) | Edgeley Park, Stockport Widzów: 10872 Sędzia: Dave Pearson |

| 23 grudnia 200715:00 | London Irish                                                             | 23:16(10:6) | Worcester Warriors                        | Madejski Stadium, Reading Widzów: 9266 Sędzia: Ashley Rowden |
| 23 grudnia 200715:00 | Delon Armitage 13 (2pd 3K) Richard Skuse 5 (P) Sailosi Tagicakibau 5 (P) | 23:16(10:6) | Sam Tuitupou 5 (P) Shane Drahm 11 (pd 3K) | Madejski Stadium, Reading Widzów: 9266 Sędzia: Ashley Rowden |
| 23 grudnia 200715:00 | Delon Armitage                                                           | 23:16(10:6) | Aleki Lutui                               | Madejski Stadium, Reading Widzów: 9266 Sędzia: Ashley Rowden |

| 23 grudnia 200715:00 | Newcastle Falcons                             | 13:20(10:14) | Gloucester                                                  | Kingston Park, Newcastle upon Tyne Widzów: 9612 Sędzia: Martin Fox |
| 23 grudnia 200715:00 | Geoff Parling 5 (P) Jonny Wilkinson 8 (pd 2K) | 13:20(10:14) | Iain Balshaw 5 (P) Olivier Azam 5 (P) Ryan Lamb 10 (2pd 2K) | Kingston Park, Newcastle upon Tyne Widzów: 9612 Sędzia: Martin Fox |
| 23 grudnia 200715:00 | Ben Woods                                     | 13:20(10:14) |                                                             | Kingston Park, Newcastle upon Tyne Widzów: 9612 Sędzia: Martin Fox |

| 29 grudnia 200714:45 | Leicester Tigers                                                                                        | 25:17(15:11) | London Irish                                     | Welford Road, Leicester Widzów: 17498 Sędzia: Tony Spreadbury |
| 29 grudnia 200714:45 | Ian Humphreys 5 (pd K) Julian White 5 (P) Martin Castrogiovanni 5 (P) Sam Vesty 5 (P) Seru Rabeni 5 (P) | 25:17(15:11) | Delon Armitage 12 (4K) Sailosi Tagicakibau 5 (P) | Welford Road, Leicester Widzów: 17498 Sędzia: Tony Spreadbury |

| 29 grudnia 200714:45 | London Wasps                                                    | 25:10(20:0) | Bath                                    | Adams Park, High Wycombe Widzów: 10000 Sędzia: Rob Debney |
| 29 grudnia 200714:45 | Danny Cipriani 10 (2pd 2K) Paul Sackey 10 (2P) Rob Webber 5 (P) | 25:10(20:0) | Joe Maddock 5 (P) Olly Barkley 5 (pd K) | Adams Park, High Wycombe Widzów: 10000 Sędzia: Rob Debney |
| 29 grudnia 200714:45 | Danny Grewcock                                                  | 25:10(20:0) |                                         | Adams Park, High Wycombe Widzów: 10000 Sędzia: Rob Debney |

| 29 grudnia 200715:00 | Gloucester                                                                           | 27:0(15:0) | Bristol     | Kingsholm Stadium, Gloucester Widzów: 16500 Sędzia: Dave Pearson |
| 29 grudnia 200715:00 | James Simpson-Daniel 5 (P) Leon Lloyd 10 (2P) Olivier Azam 5 (P) Ryan Lamb 7 (2pd K) | 27:0(15:0) |             | Kingsholm Stadium, Gloucester Widzów: 16500 Sędzia: Dave Pearson |
| 29 grudnia 200715:00 | Marco Bortolami                                                                      | 27:0(15:0) | Matt Salter | Kingsholm Stadium, Gloucester Widzów: 16500 Sędzia: Dave Pearson |

| 29 grudnia 200715:00 | Worcester Warriors     | 7:10(0:10) | Harlequins                           | Sixways Stadium, Worcester Widzów: 10197 Sędzia: Wayne Barnes |
| 29 grudnia 200715:00 | Loki Crichton 7 (P pd) | 7:10(0:10) | Chris Robshaw 5 (P) Gary Botha 5 (P) | Sixways Stadium, Worcester Widzów: 10197 Sędzia: Wayne Barnes |

| 30 grudnia 200715:00 | Leeds Carnegie                                            | 20:34(10:13) | Sale Sharks | Headingley Rugby Stadium, Headingley Widzów: 11116 Sędzia: Ashley Rowden |
| 30 grudnia 200715:00 | Leigh Hinton 5 (pd K) Tom Biggs 10 (2P) Tommy McGee 5 (P) | 20:34(10:13) | Charlie Hodgson 8 (pd 2K) Chris Mayor 5 (P) Julien Laharrague 2 (pd) Lee Thomas 14 (2P 2pd) Oriol Ripol Fortuny 5 (P) | Headingley Rugby Stadium, Headingley Widzów: 11116 Sędzia: Ashley Rowden |

| 30 grudnia 200716:00 | Saracens                                                                   | 19:22(6:15) | Newcastle Falcons                                                             | Vicarage Road, Watford Widzów: 17223 Sędzia: Sean Davey |
| 30 grudnia 200716:00 | Glen Jackson 3 (K) Gordon Ross 6 (2K) Hugh Vyvyan 5 (P) Neil de Kock 5 (P) | 19:22(6:15) | Jamie Noon 5 (P) Jonny Wilkinson 7 (2pd K) Mathew Tait 5 (P) Toby Flood 5 (P) | Vicarage Road, Watford Widzów: 17223 Sędzia: Sean Davey |
| 30 grudnia 200716:00 | Fabio Ongaro                                                               | 19:22(6:15) |                                                                               | Vicarage Road, Watford Widzów: 17223 Sędzia: Sean Davey |

| 4 stycznia 200820:00 | Bath                                    | 10:5(3:0) | Gloucester           | The Recreation Ground, Bath Widzów: 10600 Sędzia: Wayne Barnes |
| 4 stycznia 200820:00 | Joe Maddock 5 (P) Olly Barkley 5 (pd K) | 10:5(3:0) | Chris Paterson 5 (P) | The Recreation Ground, Bath Widzów: 10600 Sędzia: Wayne Barnes |

| 5 stycznia 200815:00 | London Wasps                                                                       | 25:17(18:3) | Leeds Carnegie                                                                        | Adams Park, High Wycombe Widzów: 7667 Sędzia: David Rose |
| 5 stycznia 200815:00 | Danny Cipriani 10 (2pd 2K) Fraser Waters 5 (P) Joe Worsley 5 (P) Josh Lewsey 5 (P) | 25:17(18:3) | Alberto di Bernardo 4 (2pd) Joe Bedford 5 (P) Leigh Hinton 3 (K) Mike MacDonald 5 (P) | Adams Park, High Wycombe Widzów: 7667 Sędzia: David Rose |

| 6 stycznia 200813:15 | Harlequins                                                    | 13:42(6:10) | Leicester Tigers                                                                    | Twickenham Stoop, Londyn Widzów: 12605 Sędzia: Dave Pearson |
| 6 stycznia 200813:15 | Adrian Jarvis 2 (pd) Chris Malone 6 (2K) David Strettle 5 (P) | 13:42(6:10) | Andy Goode 14 (4pd 2K) Geordan Murphy 3 (dg) Tom Croft 10 (2P) Tom Varndell 15 (3P) | Twickenham Stoop, Londyn Widzów: 12605 Sędzia: Dave Pearson |

| 6 stycznia 200815:00 | Bristol                                                      | 18:3(10:3) | Saracens           | Memorial Stadium, Bristol Widzów: 8129 Sędzia: Martin Fox |
| 6 stycznia 200815:00 | Jason Strange 8 (pd 2K) Luke Arscott 5 (P) Matt Salter 5 (P) | 18:3(10:3) | Glen Jackson 3 (K) | Memorial Stadium, Bristol Widzów: 8129 Sędzia: Martin Fox |
| 6 stycznia 200815:00 | Kevin Sorrell                                                | 18:3(10:3) |                    | Memorial Stadium, Bristol Widzów: 8129 Sędzia: Martin Fox |

| 6 stycznia 200815:00 | London Irish                                                                              | 20:12(12:3) | Sale Sharks            | Madejski Stadium, Reading Widzów: 9744 Sędzia: Sean Davey |
| 6 stycznia 200815:00 | Delon Armitage 7 (P pd) Eoghan Hickey 3 (K) Gonzalo Tiesi 5 (P) Sailosi Tagicakibau 5 (P) | 20:12(12:3) | Luke McAlister 12 (4K) | Madejski Stadium, Reading Widzów: 9744 Sędzia: Sean Davey |
| 6 stycznia 200815:00 | Delon Armitage                                                                            | 20:12(12:3) |                        | Madejski Stadium, Reading Widzów: 9744 Sędzia: Sean Davey |

| 6 stycznia 200815:00 | Newcastle Falcons          | 15:12(6:5) | Worcester Warriors                                        | Kingston Park, Newcastle upon Tyne Widzów: 7219 Sędzia: Rob Debney |
| 6 stycznia 200815:00 | Jonny Wilkinson 15 (dg 4K) | 15:12(6:5) | Loki Crichton 2 (pd) Miles Benjamin 5 (P) Rico Gear 5 (P) | Kingston Park, Newcastle upon Tyne Widzów: 7219 Sędzia: Rob Debney |

| 25 stycznia 200820:00 | Sale Sharks                                                                                | 20:13(7:6) | Harlequins                              | Edgeley Park, Stockport Widzów: 10216 Sędzia: Andrew Small |
| 25 stycznia 200820:00 | Charlie Hodgson 7 (2pd K) Chris Jones 5 (P) Luke McAlister 3 (K) Oriol Ripol Fortuny 5 (P) | 20:13(7:6) | Adrian Jarvis 8 (pd 2K) Tani Fuga 5 (P) | Edgeley Park, Stockport Widzów: 10216 Sędzia: Andrew Small |

| 26 stycznia 200815:00 | Gloucester        | 18:17(12:3) | London Wasps                                                         | Kingsholm Stadium, Gloucester Widzów: 16200 Sędzia: Dave Pearson |
| 26 stycznia 200815:00 | Ryan Lamb 18 (6K) | 18:17(12:3) | Danny Cipriani 7 (2pd K) Dominic Waldouck 5 (P) James Buckland 5 (P) | Kingsholm Stadium, Gloucester Widzów: 16200 Sędzia: Dave Pearson |
| 26 stycznia 200815:00 | Ryan Lamb         | 18:17(12:3) | James Haskell · Tom Palmer                                           | Kingsholm Stadium, Gloucester Widzów: 16200 Sędzia: Dave Pearson |

| 26 stycznia 200815:00 | Leicester Tigers                                                                                       | 41:14(27:9) | Newcastle Falcons                       | Welford Road, Leicester Widzów: 17498 Sędzia: Sean Davey |
| 26 stycznia 200815:00 | Andy Goode 21 (3pd dg 4K) Johne Murphy 5 (P) Jordan Crane 5 (P) Marcos Ayerza 5 (P) Martin Corry 5 (P) | 41:14(27:9) | Jonny Wilkinson 9 (3K) Toby Flood 5 (P) | Welford Road, Leicester Widzów: 17498 Sędzia: Sean Davey |
| 26 stycznia 200815:00 | Andy Goode                                                                                             | 41:14(27:9) |                                         | Welford Road, Leicester Widzów: 17498 Sędzia: Sean Davey |

| 26 stycznia 200815:00 | Worcester Warriors                                                                      | 25:5(3:5) | Bristol           | Sixways Stadium, Worcester Widzów: 9822 Sędzia: Tony Spreadbury |
| 26 stycznia 200815:00 | Dale Rasmussen 5 (P) Greg Rawlinson 5 (P) Loki Crichton 10 (2pd 2K) Pat Sanderson 5 (P) | 25:5(3:5) | Tom Arscott 5 (P) | Sixways Stadium, Worcester Widzów: 9822 Sędzia: Tony Spreadbury |
| 26 stycznia 200815:00 | Matt Salter                                                                             | 25:5(3:5) |                   | Sixways Stadium, Worcester Widzów: 9822 Sędzia: Tony Spreadbury |

| 27 stycznia 200813:30 | Saracens                                       | 26:20(13:5) | Bath                                                                | Vicarage Road, Watford Widzów: 9952 Sędzia: Dean Richards |
| 27 stycznia 200813:30 | Brent Russell 10 (2P) Glen Jackson 16 (2pd 4K) | 26:20(13:5) | Butch James 5 (P) Jonny Fa'amatuainu 5 (P) Olly Barkley 10 (P pd K) | Vicarage Road, Watford Widzów: 9952 Sędzia: Dean Richards |

| 27 stycznia 200815:00 | Leeds Carnegie                                                    | 24:26(6:16) | London Irish                                                                                             | Headingley Rugby Stadium, Headingley Widzów: 4886 Sędzia: Martin Fox |
| 27 stycznia 200815:00 | Alberto di Bernardo 14 (pd 4K) Leigh Hinton 5 (P) Tom Biggs 5 (P) | 24:26(6:16) | David Paice 5 (P) Delon Armitage 5 (P) Peter Hewat 6 (2K) Sailosi Tagicakibau 5 (P) Tomas De Vedia 5 (P) | Headingley Rugby Stadium, Headingley Widzów: 4886 Sędzia: Martin Fox |
| 27 stycznia 200815:00 | Rhys Oakley                                                       | 24:26(6:16) | Warren Fury                                                                                              | Headingley Rugby Stadium, Headingley Widzów: 4886 Sędzia: Martin Fox |

| 9 lutego 200815:00 | Gloucester                                 | 13:20(3:7) | Leicester Tigers                                             | Kingsholm Stadium, Gloucester Widzów: 12597 Sędzia: Tony Spreadbury |
| 9 lutego 200815:00 | Olivier Azam 5 (P) Willie Walker 8 (pd 2K) | 13:20(3:7) | Andy Goode 10 (2pd 2K) Ayoola Erinle 5 (P) Ollie Smith 5 (P) | Kingsholm Stadium, Gloucester Widzów: 12597 Sędzia: Tony Spreadbury |
| 9 lutego 200815:00 | Will James                                 | 13:20(3:7) | Ben Herring · Ben Herring                                    | Kingsholm Stadium, Gloucester Widzów: 12597 Sędzia: Tony Spreadbury |

| 10 lutego 200815:00 | Saracens                                   | 19:6(6:3) | Worcester Warriors     | Vicarage Road, Watford Widzów: 6739 Sędzia: Andrew Small |
| 10 lutego 200815:00 | Fabio Ongaro 5 (P) Glen Jackson 14 (pd 4K) | 19:6(6:3) | Loki Crichton 6 (dg K) | Vicarage Road, Watford Widzów: 6739 Sędzia: Andrew Small |
| 10 lutego 200815:00 | Rodd Penney                                | 19:6(6:3) | Pat Sanderson          | Vicarage Road, Watford Widzów: 6739 Sędzia: Andrew Small |

| 15 lutego 200819:45 | Sale Sharks                                                       | 29:3(16:0) | Leeds Carnegie            | Edgeley Park, Stockport Widzów: 8006 Sędzia: Dean Richards |
| 15 lutego 200819:45 | Charlie Hodgson 19 (2pd 5K) Chris Bell 5 (P) Luke McAlister 5 (P) | 29:3(16:0) | Alberto di Bernardo 3 (K) | Edgeley Park, Stockport Widzów: 8006 Sędzia: Dean Richards |
| 15 lutego 200819:45 | Adam Balding                                                      | 29:3(16:0) |                           | Edgeley Park, Stockport Widzów: 8006 Sędzia: Dean Richards |

| 16 lutego 200814:45 | Bath | 34:42(20:13) | London Wasps                                                                       | The Recreation Ground, Bath Widzów: 10600 Sędzia: Rob Debney |
| 16 lutego 200814:45 | Andrew Higgins 5 (P) Daniel Browne 5 (P) Eliota Fuimaono-Sapolu 5 (P) Nick Abendanon 5 (P) Olly Barkley 14 (4pd 2K) | 34:42(20:13) | Dan Leo 5 (P) Danny Cipriani 22 (P 4pd 3K) James Haskell 5 (P) Josh Lewsey 10 (2P) | The Recreation Ground, Bath Widzów: 10600 Sędzia: Rob Debney |

| 16 lutego 200815:00 | Harlequins | 36:15(12:8) | Worcester Warriors                      | Twickenham Stoop, Londyn Widzów: 10363 Sędzia: Dave Pearson |
| 16 lutego 200815:00 | Adrian Jarvis 11 (4pd K) Hal Luscombe 5 (P) Steve So'oialo 5 (P) Tom Williams 5 (P) Tosh Masson 5 (P) Will Skinner 5 (P) | 36:15(12:8) | James Brown 10 (P pd K) Rico Gear 5 (P) | Twickenham Stoop, Londyn Widzów: 10363 Sędzia: Dave Pearson |
| 16 lutego 200815:00 | Drew Hickey · Sam Tuitupou                                                                                               | 36:15(12:8) |                                         | Twickenham Stoop, Londyn Widzów: 10363 Sędzia: Dave Pearson |

| 17 lutego 200813:45 | London Irish                                                   | 22:13(10:7) | Leicester Tigers                         | Madejski Stadium, Reading Widzów: 10559 Sędzia: Andrew Small |
| 17 lutego 200813:45 | Eoghan Hickey 14 (pd 4K) Mike Catt 3 (dg) Richard Thorpe 5 (P) | 22:13(10:7) | Andy Goode 8 (pd 2K) Ayoola Erinle 5 (P) | Madejski Stadium, Reading Widzów: 10559 Sędzia: Andrew Small |

| 17 lutego 200815:00 | Bristol                                                               | 29:26(23:17) | Gloucester                                                                                                   | Memorial Stadium, Bristol Widzów: 11418 Sędzia: Wayne Barnes |
| 17 lutego 200815:00 | Jason Hobson 5 (P) Jason Strange 19 (2pd dg 4K) Scott Linklater 5 (P) | 29:26(23:17) | Anthony Allen 5 (P) Chris Paterson 5 (pd K) Jack Adams 5 (P) James Simpson-Daniel 5 (P) Willie Walker 6 (2K) | Memorial Stadium, Bristol Widzów: 11418 Sędzia: Wayne Barnes |
| 17 lutego 200815:00 | Marco Bortolami                                                       | 29:26(23:17) | | Memorial Stadium, Bristol Widzów: 11418 Sędzia: Wayne Barnes |

| 17 lutego 200815:00 | Newcastle Falcons                           | 16:14(10:3) | Saracens                               | Kingston Park, Newcastle upon Tyne Widzów: 8266 Sędzia: David Rose |
| 17 lutego 200815:00 | Jonny Wilkinson 11 (pd 3K) Toby Flood 5 (P) | 16:14(10:3) | Ben Skirving 5 (P) Glen Jackson 9 (3K) | Kingston Park, Newcastle upon Tyne Widzów: 8266 Sędzia: David Rose |
| 17 lutego 200815:00 | Ben Woods                                   | 16:14(10:3) |                                        | Kingston Park, Newcastle upon Tyne Widzów: 8266 Sędzia: David Rose |

| 22 lutego 200820:00 | Worcester Warriors                                    | 11:12(5:9) | London Irish           | Sixways Stadium, Worcester Widzów: 10197 Sędzia: Rob Debney |
| 22 lutego 200820:00 | Loki Crichton 3 (K) Rico Gear 5 (P) Shane Drahm 3 (K) | 11:12(5:9) | Peter Hewat 12 (dg 3K) | Sixways Stadium, Worcester Widzów: 10197 Sędzia: Rob Debney |

| 23 lutego 200815:00 | Gloucester                                                                                 | 28:20(9:14) | Newcastle Falcons                            | Kingsholm Stadium, Gloucester Widzów: 13047 Sędzia: Martin Fox |
| 23 lutego 200815:00 | Akapusi Qera 5 (P) James Bailey 5 (P) James Simpson-Daniel 5 (P) Willie Walker 13 (2pd 3K) | 28:20(9:14) | Ollie Phillips 5 (P) Tom May 15 (P 2pd dg K) | Kingsholm Stadium, Gloucester Widzów: 13047 Sędzia: Martin Fox |
| 23 lutego 200815:00 | Steve Jones                                                                                | 28:20(9:14) |                                              | Kingsholm Stadium, Gloucester Widzów: 13047 Sędzia: Martin Fox |

| 23 lutego 200815:00 | Leicester Tigers                     | 11:14(6:9) | Sale Sharks                                  | Welford Road, Leicester Widzów: 17498 Sędzia: Sean Davey |
| 23 lutego 200815:00 | Andy Goode 6 (2K) Jordan Crane 5 (P) | 11:14(6:9) | Luke McAlister 9 (3K) Sebastien Chabal 5 (P) | Welford Road, Leicester Widzów: 17498 Sędzia: Sean Davey |

| 23 lutego 200815:00 | London Wasps | 32:30(15:15) | Bristol                                                                               | Adams Park, High Wycombe Widzów: 8583 Sędzia: Ashley Rowden |
| 23 lutego 200815:00 | Dave Walder 7 (2pd K) David Doherty 5 (P) Dominic Waldouck 5 (P) Joe Ward 5 (P) Mark McMillan 5 (P) Mark van Gisbergen 5 (pd K) | 32:30(15:15) | Anthony Elliott 10 (2P) Ed Barnes 10 (2pd 2K) Rob Higgitt 5 (P) Scott Linklater 5 (P) | Adams Park, High Wycombe Widzów: 8583 Sędzia: Ashley Rowden |
| 23 lutego 200815:00 | Andrew Blowers | 32:30(15:15) |                                                                                       | Adams Park, High Wycombe Widzów: 8583 Sędzia: Ashley Rowden |

| 24 lutego 200815:00 | Leeds Carnegie                                                   | 15:34(3:13) | Bath | Headingley Rugby Stadium, Headingley Widzów: 4859 Sędzia: David Rose |
| 24 lutego 200815:00 | Alberto di Bernardo 2 (pd) Apo Satala 10 (2P) Leigh Hinton 3 (K) | 15:34(3:13) | Danny Grewcock 5 (P) Joe Maddock 5 (P) Jonny Fa'amatuainu 5 (P) Matt Banahan 5 (P) Olly Barkley 14 (4pd 2K) | Headingley Rugby Stadium, Headingley Widzów: 4859 Sędzia: David Rose |

| 24 lutego 200818:05 | Saracens           | 6:15(3:15) | Harlequins                                                 | Vicarage Road, Watford Widzów: 6553 Sędzia: Tony Spreadbury |
| 24 lutego 200818:05 | Gordon Ross 6 (2K) | 6:15(3:15) | Adrian Jarvis 5 (pd K) Chris Robshaw 5 (P) Ugo Monye 5 (P) | Vicarage Road, Watford Widzów: 6553 Sędzia: Tony Spreadbury |
| 24 lutego 200818:05 | Chris Halaʻufia    | 6:15(3:15) |                                                            | Vicarage Road, Watford Widzów: 6553 Sędzia: Tony Spreadbury |

| 29 lutego 200819:45 | Sale Sharks                | 15:22(9:13) | Worcester Warriors                            | Edgeley Park, Stockport Widzów: 7862 Sędzia: Wayne Barnes |
| 29 lutego 200819:45 | Charlie Hodgson 15 (dg 4K) | 15:22(9:13) | Kai Horstmann 5 (P) Shane Drahm 17 (pd dg 4K) | Edgeley Park, Stockport Widzów: 7862 Sędzia: Wayne Barnes |

| 1 marca 200813:30 | London Irish                                                         | 27:24(12:13) | Saracens                                                        | Madejski Stadium, Reading Widzów: 8298 Sędzia: Dave Pearson |
| 1 marca 200813:30 | Gonzalo Tiesi 5 (P) Peter Hewat 17 (pd 5K) Sailosi Tagicakibau 5 (P) | 27:24(12:13) | Ben Skirving 5 (P) Glen Jackson 14 (pd 4K) Kameli Ratuvou 5 (P) | Madejski Stadium, Reading Widzów: 8298 Sędzia: Dave Pearson |
| 1 marca 200813:30 | Kris Chesney                                                         | 27:24(12:13) |                                                                 | Madejski Stadium, Reading Widzów: 8298 Sędzia: Dave Pearson |

| 1 marca 200814:45 | Harlequins                                                                                         | 30:25(17:20) | Gloucester                                                                                                | Twickenham Stoop, Londyn Widzów: 12638 Sędzia: Sean Davey |
| 1 marca 200814:45 | Adrian Jarvis 13 (2pd 3K) Chris Malone 2 (pd) George Robson 5 (P) Mike Brown 5 (P) Tani Fuga 5 (P) | 30:25(17:20) | Anthony Allen 5 (P) Iain Balshaw 5 (P) Jack Adams 5 (P) James Simpson-Daniel 5 (P) Willie Walker 5 (pd K) | Twickenham Stoop, Londyn Widzów: 12638 Sędzia: Sean Davey |

| 1 marca 200815:00 | Leicester Tigers                                                                    | 34:21(15:13) | Leeds Carnegie                                                             | Welford Road, Leicester Widzów: 17002 Sędzia: Ashley Rowden |
| 1 marca 200815:00 | Ian Humphreys 14 (P 3pd K) Johne Murphy 5 (P) Jordan Crane 5 (P) Tom Varndell 5 (P) | 34:21(15:13) | Alberto di Bernardo 11 (pd dg 2K) Fosi PAla’amo 5 (P) Jonny Hepworth 5 (P) | Welford Road, Leicester Widzów: 17002 Sędzia: Ashley Rowden |
| 1 marca 200815:00 | Apo Satala                                                                          | 34:21(15:13) |                                                                            | Welford Road, Leicester Widzów: 17002 Sędzia: Ashley Rowden |

| 2 marca 200815:00 | Bristol          | 9:19(9:6) | Bath                                         | Ashton Gate, Bristol Widzów: 16234 Sędzia: David Rose |
| 2 marca 200815:00 | Ed Barnes 9 (3K) | 9:19(9:6) | Andrew Higgins 5 (P) Olly Barkley 14 (pd 4K) | Ashton Gate, Bristol Widzów: 16234 Sędzia: David Rose |
| 2 marca 200815:00 | Alex Crockett    | 9:19(9:6) |                                              | Ashton Gate, Bristol Widzów: 16234 Sędzia: David Rose |

| 8 marca 200813:00 | Bath                                                          | 22:11(13:3) | Newcastle Falcons                   | The Recreation Ground, Bath Widzów: 10600 Sędzia: Ashley Rowden |
| 8 marca 200813:00 | Alex Crockett 5 (P) Olly Barkley 14 (pd 4K) Shaun Berne 3 (K) | 22:11(13:3) | Russell Winter 5 (P) Tom May 6 (2K) | The Recreation Ground, Bath Widzów: 10600 Sędzia: Ashley Rowden |

| 8 marca 200815:00 | Worcester Warriors                                                                  | 23:19(11:13) | Leicester Tigers                         | Sixways Stadium, Worcester Widzów: 10047 Sędzia: Chris White |
| 8 marca 200815:00 | Greg Rawlinson 5 (P) Marcel Garvey 5 (P) Miles Benjamin 5 (P) Shane Drahm 8 (pd 2K) | 23:19(11:13) | Andy Goode 14 (pd 4K) Brett Deacon 5 (P) | Sixways Stadium, Worcester Widzów: 10047 Sędzia: Chris White |
| 8 marca 200815:00 | Drew Hickey                                                                         | 23:19(11:13) |                                          | Sixways Stadium, Worcester Widzów: 10047 Sędzia: Chris White |

| 8 marca 200817:30 | Gloucester                                                                                         | 34:14(24:6) | London Irish                       | Kingsholm Stadium, Gloucester Widzów: 12354 Sędzia: David Rose |
| 8 marca 200817:30 | Andy Titterrell 5 (P) Jack Adams 5 (P) Mark Foster 5 (P) Nick Wood 5 (P) Willie Walker 14 (4pd 2K) | 34:14(24:6) | Peter Hewat 9 (3K) Topsy Ojo 5 (P) | Kingsholm Stadium, Gloucester Widzów: 12354 Sędzia: David Rose |
| 8 marca 200817:30 | Olivier Azam                                                                                       | 34:14(24:6) | David Paice                        | Kingsholm Stadium, Gloucester Widzów: 12354 Sędzia: David Rose |

| 9 marca 200815:00 | Leeds Carnegie                                   | 13:30(13:6) | Bristol                                                                      | Headingley Rugby Stadium, Headingley Widzów: 3841 Sędzia: Martin Fox |
| 9 marca 200815:00 | Alberto di Bernardo 8 (pd 2K) Andy Tuilagi 5 (P) | 13:30(13:6) | Ed Barnes 10 (2pd 2K) Joe El Abd 5 (P) Rob Higgitt 5 (P) Shaun Perry 10 (2P) | Headingley Rugby Stadium, Headingley Widzów: 3841 Sędzia: Martin Fox |
| 9 marca 200815:00 | John Holtby                                      | 13:30(13:6) | Sean Hohneck                                                                 | Headingley Rugby Stadium, Headingley Widzów: 3841 Sędzia: Martin Fox |

| 9 marca 200815:00 | London Wasps                                                           | 29:25(23:10) | Harlequins                                                                                     | Adams Park, High Wycombe Widzów: 10000 Sędzia: Andrew Small |
| 9 marca 200815:00 | Dave Walder 19 (2pd dg 4K) Dominic Waldouck 5 (P) Raphaël Ibañez 5 (P) | 29:25(23:10) | Adrian Jarvis 8 (pd 2K) Chris Malone 2 (pd) Hal Luscombe 5 (P) Tom Guest 5 (P) Ugo Monye 5 (P) | Adams Park, High Wycombe Widzów: 10000 Sędzia: Andrew Small |

| 9 marca 200815:00 | Saracens                                                         | 24:20(21:7) | Sale Sharks                                                                 | Vicarage Road, Watford Widzów: 8712 Sędzia: Dean Richards |
| 9 marca 200815:00 | Ben Skirving 5 (P) Census Johnston 5 (P) Glen Jackson 14 (pd 4K) | 24:20(21:7) | Luke McAlister 10 (2pd 2K) Oriol Ripol Fortuny 5 (P) Sebastien Chabal 5 (P) | Vicarage Road, Watford Widzów: 8712 Sędzia: Dean Richards |

| 14 marca 200819:45 | Sale Sharks                                   | 22:16(9:6) | Gloucester               | Edgeley Park, Stockport Widzów: 9266 Sędzia: Dave Pearson |
| 14 marca 200819:45 | Ben Foden 5 (P) Charlie Hodgson 17 (pd dg 4K) | 22:16(9:6) | Willie Walker 11 (pd 3K) | Edgeley Park, Stockport Widzów: 9266 Sędzia: Dave Pearson |
| 14 marca 200819:45 | Chris Jones                                   | 22:16(9:6) | Dan Tuohy                | Edgeley Park, Stockport Widzów: 9266 Sędzia: Dave Pearson |

| 15 marca 200815:00 | Leicester Tigers                                                                     | 36:23(9:13) | Saracens                                                          | Welford Road, Leicester Widzów: 17071 Sędzia: Sean Davey |
| 15 marca 200815:00 | Alesana Tuilagi 5 (P) Andy Goode 21 (3pd dg 4K) Seru Rabeni 5 (P) Tom Varndell 5 (P) | 36:23(9:13) | Brent Russell 5 (P) Dan Scarbrough 5 (P) Glen Jackson 13 (2pd 3K) | Welford Road, Leicester Widzów: 17071 Sędzia: Sean Davey |
| 15 marca 200815:00 | Jordan Crane                                                                         | 36:23(9:13) |                                                                   | Welford Road, Leicester Widzów: 17071 Sędzia: Sean Davey |

| 16 marca 200813:00 | Worcester Warriors                     | 10:10(10:10) | Leeds Carnegie                                    | Sixways Stadium, Worcester Widzów: 9371 Sędzia: Wayne Barnes |
| 16 marca 200813:00 | Aleki Lutui 5 (P) Miles Benjamin 5 (P) | 10:10(10:10) | Alberto di Bernardo 5 (pd K) Mike MacDonald 5 (P) | Sixways Stadium, Worcester Widzów: 9371 Sędzia: Wayne Barnes |

| 16 marca 200815:00 | Harlequins                                | 22:16(6:6) | Bath                                            | Twickenham Stoop, Londyn Widzów: 11196 Sędzia: Dean Richards |
| 16 marca 200815:00 | Adrian Jarvis 17 (pd 5K) Danny Care 5 (P) | 22:16(6:6) | Michael Claassens 5 (P) Olly Barkley 11 (pd 3K) | Twickenham Stoop, Londyn Widzów: 11196 Sędzia: Dean Richards |
| 16 marca 200815:00 | Tani Fuga                                 | 22:16(6:6) |                                                 | Twickenham Stoop, Londyn Widzów: 11196 Sędzia: Dean Richards |

| 16 marca 200815:00 | London Irish                                                     | 16:22(8:9) | London Wasps                             | Madejski Stadium, Reading Widzów: 23709 Sędzia: Rob Debney |
| 16 marca 200815:00 | Eoghan Hickey 6 (2K) Peter Hewat 5 (P) Sailosi Tagicakibau 5 (P) | 16:22(8:9) | Dave Walder 17 (pd 5K) Riki Flutey 5 (P) | Madejski Stadium, Reading Widzów: 23709 Sędzia: Rob Debney |

| 16 marca 200815:00 | Newcastle Falcons  | 8:28(0:17) | Bristol                                                                            | Kingston Park, Newcastle upon Tyne Widzów: 6088 Sędzia: Tim Wigglesworth |
| 16 marca 200815:00 | Rob Miller 8 (P K) | 8:28(0:17) | Anthony Elliott 5 (P) Ed Barnes 13 (2pd 3K) Joe El Abd 5 (P) Scott Linklater 5 (P) | Kingston Park, Newcastle upon Tyne Widzów: 6088 Sędzia: Tim Wigglesworth |
| 16 marca 200815:00 | Phil Dowson        | 8:28(0:17) | Scott Linklater                                                                    | Kingston Park, Newcastle upon Tyne Widzów: 6088 Sędzia: Tim Wigglesworth |

| 21 marca 200819:00 | Leeds Carnegie                                    | 16:15(13:8) | Newcastle Falcons                             | Headingley Rugby Stadium, Headingley Widzów: 8917 Sędzia: Chris White |
| 21 marca 200819:00 | Alberto di Bernardo 11 (pd 3K) Lee Blackett 5 (P) | 16:15(13:8) | Carl Hayman 5 (P) Jonny Wilkinson 10 (P pd K) | Headingley Rugby Stadium, Headingley Widzów: 8917 Sędzia: Chris White |

| 22 marca 200814:15 | Bath                                                            | 19:16(14:9) | London Irish                                 | The Recreation Ground, Bath Widzów: 10600 Sędzia: Sean Davey |
| 22 marca 200814:15 | Matt Banahan 5 (P) Michael Stephenson 5 (P) Olly Barkley 9 (3K) | 19:16(14:9) | Eoghan Hickey 9 (3K) Ross Broadfoot 7 (P pd) | The Recreation Ground, Bath Widzów: 10600 Sędzia: Sean Davey |
| 22 marca 200814:15 | Jonny Fa'amatuainu                                              | 19:16(14:9) | Tomas De Vedia                               | The Recreation Ground, Bath Widzów: 10600 Sędzia: Sean Davey |

| 23 marca 200815:00 | Bristol                              | 15:28(8:8) | Harlequins | Memorial Stadium, Bristol Widzów: 9764 Sędzia: David Rose |
| 23 marca 200815:00 | Ed Barnes 5 (pd K) Tom Arscott 5 (P) | 15:28(8:8) | Adrian Jarvis 5 (pd K) Charlie Amesbury 5 (P) Chris Malone 3 (K) Gary Botha 5 (P) George Robson 5 (P) Mike Brown 5 (P) | Memorial Stadium, Bristol Widzów: 9764 Sędzia: David Rose |
| 23 marca 200815:00 | Adrian Jarvis                        | 15:28(8:8) | | Memorial Stadium, Bristol Widzów: 9764 Sędzia: David Rose |

| 28 marca 200819:45 | Sale Sharks                                             | 22:6(16:3) | Bath                                 | Edgeley Park, Stockport Widzów: 9068 Sędzia: Andrew Small |
| 28 marca 200819:45 | Charlie Hodgson 17 (pd dg 4K) Oriol Ripol Fortuny 5 (P) | 22:6(16:3) | Olly Barkley 3 (K) Shaun Berne 3 (K) | Edgeley Park, Stockport Widzów: 9068 Sędzia: Andrew Small |

| 29 marca 200814:45 | Leicester Tigers                        | 19:24(9:14) | London Wasps                                                        | Welford Road, Leicester Widzów: 17498 Sędzia: Chris White |
| 29 marca 200814:45 | Andy Goode 14 (pd 4K) Seru Rabeni 5 (P) | 19:24(9:14) | Danny Cipriani 7 (P pd) Dave Walder 7 (2pd K) Fraser Waters 10 (2P) | Welford Road, Leicester Widzów: 17498 Sędzia: Chris White |
| 29 marca 200814:45 | Riki Flutey                             | 19:24(9:14) |                                                                     | Welford Road, Leicester Widzów: 17498 Sędzia: Chris White |

| 29 marca 200815:00 | Harlequins                              | 15:9(12:6) | Newcastle Falcons      | Twickenham Stoop, Londyn Widzów: 12638 Sędzia: Martin Fox |
| 29 marca 200815:00 | Adrian Jarvis 12 (4K) Danny Care 3 (dg) | 15:9(12:6) | Jonny Wilkinson 9 (3K) | Twickenham Stoop, Londyn Widzów: 12638 Sędzia: Martin Fox |
| 29 marca 200815:00 | De Wet Barry                            | 15:9(12:6) |                        | Twickenham Stoop, Londyn Widzów: 12638 Sędzia: Martin Fox |

| 29 marca 200815:00 | Worcester Warriors                                                              | 17:14(12:14) | Gloucester                                                 | Sixways Stadium, Worcester Widzów: 10197 Sędzia: Sean Davey |
| 29 marca 200815:00 | Miles Benjamin 5 (P) Sam Tuitupou 5 (P) Shane Drahm 2 (pd) Thinus Delport 5 (P) | 17:14(12:14) | Lesley Vainikolo 5 (P) Rory Lawson 5 (P) Ryan Lamb 4 (2pd) | Sixways Stadium, Worcester Widzów: 10197 Sędzia: Sean Davey |

| 30 marca 200815:00 | London Irish                                                        | 28:8(13:3) | Bristol                           | Madejski Stadium, Reading Widzów: 7573 Sędzia: Dave Pearson |
| 30 marca 200815:00 | Peter Hewat 18 (P 2pd 3K) Seilala Mapusua 5 (P) Stuart Mackie 5 (P) | 28:8(13:3) | Ed Barnes 3 (K) Tom Arscott 5 (P) | Madejski Stadium, Reading Widzów: 7573 Sędzia: Dave Pearson |
| 30 marca 200815:00 | Jason Hobson                                                        | 28:8(13:3) |                                   | Madejski Stadium, Reading Widzów: 7573 Sędzia: Dave Pearson |

| 30 marca 200815:00 | Saracens | 66:7(33:0) | Leeds Carnegie                          | Vicarage Road, Watford Widzów: 5896 Sędzia: Rob Debney |
| 30 marca 200815:00 | Adam Powell 5 (P) Brent Russell 5 (P) Francisco Leonelli Morey 15 (3P) Glen Jackson 21 (P 8pd) Hugh Vyvyan 5 (P) Kameli Ratuvou 5 (P) Nick Lloyd 5 (P) Tom Ryder 5 (P) | 66:7(33:0) | James Brooks 2 (pd) Stuart Hooper 5 (P) | Vicarage Road, Watford Widzów: 5896 Sędzia: Rob Debney |

| 11 kwietnia 200819:30 | Bristol                                                                  | 17:24(0:0) | Sale Sharks                                                                    | Memorial Stadium, Bristol Widzów: 8178 Sędzia: Tony Spreadbury |
| 11 kwietnia 200819:30 | David Lemi 5 (P) Ed Barnes 5 (pd K) Jason Strange 2 (pd) Neil Brew 5 (P) | 17:24(0:0) | Ben Foden 5 (P) Charlie Hodgson 9 (3pd dg) Chris Jones 5 (P) Jason White 5 (P) | Memorial Stadium, Bristol Widzów: 8178 Sędzia: Tony Spreadbury |

| 12 kwietnia 200812:35 | Gloucester | 39:15(15:3) | Saracens                                                                   | Kingsholm Stadium, Gloucester Widzów: 12300 Sędzia: Rob Debney |
| 12 kwietnia 200812:35 | Akapusi Qera 5 (P) James Simpson-Daniel 5 (P) Lesley Vainikolo 5 (P) Rory Lawson 5 (P) Ryan Lamb 19 (2P 3pd K) | 39:15(15:3) | Adam Powell 5 (P) Ben Skirving 5 (P) Glen Jackson 3 (K) Gordon Ross 2 (pd) | Kingsholm Stadium, Gloucester Widzów: 12300 Sędzia: Rob Debney |
| 12 kwietnia 200812:35 | Tom Ryder | 39:15(15:3) |                                                                            | Kingsholm Stadium, Gloucester Widzów: 12300 Sędzia: Rob Debney |

| 12 kwietnia 200815:00 | London Wasps | 49:12(21:7) | Worcester Warriors                                  | Adams Park, High Wycombe Widzów: 8138 Sędzia: Sean Davey |
| 12 kwietnia 200815:00 | Danny Cipriani 19 (P 7pd) Mark van Gisbergen 10 (2P) Pat Barnard 5 (P) Riki Flutey 5 (P) Simon Shaw 5 (P) Tom Voyce 5 (P) | 49:12(21:7) | Matt Cox 5 (P) Matt Mullan 5 (P) Shane Drahm 2 (pd) | Adams Park, High Wycombe Widzów: 8138 Sędzia: Sean Davey |
| 12 kwietnia 200815:00 | Lawrence Dallaglio | 49:12(21:7) | Matt Cox                                            | Adams Park, High Wycombe Widzów: 8138 Sędzia: Sean Davey |

| 13 kwietnia 200815:00 | Leeds Carnegie             | 6:32(3:11) | Harlequins                                                                                     | Headingley Rugby Stadium, Headingley Widzów: 3854 Sędzia: Dean Richards |
| 13 kwietnia 200815:00 | Alberto di Bernardo 6 (2K) | 6:32(3:11) | Adrian Jarvis 12 (3pd 2K) Danny Care 5 (P) Jim Evans 5 (P) Mike Brown 5 (P) Will Skinner 5 (P) | Headingley Rugby Stadium, Headingley Widzów: 3854 Sędzia: Dean Richards |
| 13 kwietnia 200815:00 | Vili Ma'asi                | 6:32(3:11) |                                                                                                | Headingley Rugby Stadium, Headingley Widzów: 3854 Sędzia: Dean Richards |

| 13 kwietnia 200815:00 | Newcastle Falcons                      | 8:13(0:8) | London Irish                             | Kingston Park, Newcastle upon Tyne Widzów: 7484 Sędzia: David Rose |
| 13 kwietnia 200815:00 | Jonny Wilkinson 3 (K) Tim Visser 5 (P) | 8:13(0:8) | Declan Danaher 10 (2P) Peter Hewat 3 (K) | Kingston Park, Newcastle upon Tyne Widzów: 7484 Sędzia: David Rose |
| 13 kwietnia 200815:00 | Seilala Mapusua                        | 8:13(0:8) |                                          | Kingston Park, Newcastle upon Tyne Widzów: 7484 Sędzia: David Rose |

| 15 kwietnia 200819:30 | London Wasps                                                 | 29:19(10:3) | Sale Sharks                                | Adams Park, High Wycombe Widzów: 9823 Sędzia: Andrew Small |
| 15 kwietnia 200819:30 | Danny Cipriani 19 (2pd 5K) Paul Sackey 5 (P) Tom Voyce 5 (P) | 29:19(10:3) | Ben Foden 5 (P) Charlie Hodgson 14 (pd 4K) | Adams Park, High Wycombe Widzów: 9823 Sędzia: Andrew Small |
| 15 kwietnia 200819:30 | Joe Worsley                                                  | 29:19(10:3) | Oriol Ripol Fortuny                        | Adams Park, High Wycombe Widzów: 9823 Sędzia: Andrew Small |

| 15 kwietnia 200820:00 | Bath                                                                         | 26:12(23:0) | Leicester Tigers                          | The Recreation Ground, Bath Widzów: 10600 Sędzia: Wayne Barnes |
| 15 kwietnia 200820:00 | Butch James 11 (pd 3K) Lee Mears 5 (P) Matt Banahan 5 (P) Matt Stevens 5 (P) | 26:12(23:0) | Frank Murphy 5 (P) Ian Humphreys 7 (P pd) | The Recreation Ground, Bath Widzów: 10600 Sędzia: Wayne Barnes |
| 15 kwietnia 200820:00 | Matt Banahan · Michael Claassens                                             | 26:12(23:0) | Ayoola Erinle                             | The Recreation Ground, Bath Widzów: 10600 Sędzia: Wayne Barnes |

| 19 kwietnia 200814:45 | London Irish                            | 13:6(0:3) | Harlequins           | Madejski Stadium, Reading Widzów: 10324 Sędzia: Chris White |
| 19 kwietnia 200814:45 | Eoghan Hickey 8 (pd 2K) Topsy Ojo 5 (P) | 13:6(0:3) | Adrian Jarvis 6 (2K) | Madejski Stadium, Reading Widzów: 10324 Sędzia: Chris White |
| 19 kwietnia 200814:45 | Bob Casey                               | 13:6(0:3) | Mike Brown           | Madejski Stadium, Reading Widzów: 10324 Sędzia: Chris White |

| 19 kwietnia 200815:00 | Gloucester                                                      | 39:16(17:9) | Leeds Carnegie                                                         | Kingsholm Stadium, Gloucester Widzów: 11753 Sędzia: Martin Fox |
| 19 kwietnia 200815:00 | Akapusi Qera 15 (3P) Olivier Azam 5 (P) Ryan Lamb 19 (P 4pd 2K) | 39:16(17:9) | Alberto di Bernardo 9 (dg 2K) Darren Edwards 5 (P) James Brooks 2 (pd) | Kingsholm Stadium, Gloucester Widzów: 11753 Sędzia: Martin Fox |
| 19 kwietnia 200815:00 | Marco Bortolami · Will James                                    | 39:16(17:9) | Stuart Hooper · Vili Ma'asi                                            | Kingsholm Stadium, Gloucester Widzów: 11753 Sędzia: Martin Fox |

| 19 kwietnia 200815:00 | Leicester Tigers                                                                | 32:14(20:0) | Bristol                                                                        | Welford Road, Leicester Widzów: 17324 Sędzia: Dean Richards |
| 19 kwietnia 200815:00 | Aaron Mauger 5 (P) Andy Goode 12 (P 2pd K) Ben Herring 5 (P) Tom Varndell 5 (P) | 32:14(20:0) | Ed Barnes 2 (pd) Graeme Beveridge 5 (P) Jason Strange 2 (pd) Shaun Perry 5 (P) | Welford Road, Leicester Widzów: 17324 Sędzia: Dean Richards |

| 19 kwietnia 200815:00 | Worcester Warriors                             | 20:23(8:13) | Bath                                         | Sixways Stadium, Worcester Widzów: 10049 Sędzia: Andrew Small |
| 19 kwietnia 200815:00 | Miles Benjamin 10 (2P) Shane Drahm 10 (P pd K) | 20:23(8:13) | Olly Barkley 8 (pd 2K) Tom Cheeseman 15 (3P) | Sixways Stadium, Worcester Widzów: 10049 Sędzia: Andrew Small |

| 20 kwietnia 200815:00 | Saracens                                                                                        | 29:40(12:35) | London Wasps | Vicarage Road, Watford Widzów: 13210 Sędzia: Dave Pearson |
| 20 kwietnia 200815:00 | Francisco Leonelli Morey 15 (3P) Glen Jackson 4 (2pd) Neil de Kock 5 (P) Richard Haughton 5 (P) | 29:40(12:35) | Danny Cipriani 10 (5pd) Dominic Waldouck 10 (2P) Eoin Reddan 5 (P) Paul Sackey 5 (P) Raphaël Ibañez 5 (P) Tom Voyce 5 (P) | Vicarage Road, Watford Widzów: 13210 Sędzia: Dave Pearson |
| 20 kwietnia 200815:00 | James Haskell                                                                                   | 29:40(12:35) | | Vicarage Road, Watford Widzów: 13210 Sędzia: Dave Pearson |

| 20 kwietnia 200815:30 | Sale Sharks | 53:10(24:7) | Newcastle Falcons                    | Edgeley Park, Stockport Widzów: 10134 Sędzia: Wayne Barnes |
| 20 kwietnia 200815:30 | Ben Foden 5 (P) Charlie Hodgson 7 (2pd K) Chris Bell 10 (2P) Juan Martín Fernández Lobbe 10 (2P) Lee Thomas 6 (3pd) Mike Hills 5 (P) Selorm Kuadey 5 (P) Will Cliff 5 (P) | 53:10(24:7) | Rob Miller 5 (pd K) Sean Tomes 5 (P) | Edgeley Park, Stockport Widzów: 10134 Sędzia: Wayne Barnes |

| 3 maja 200815:00 | Bristol                   | 21:22(12:12) | Worcester Warriors                                                                               | Memorial Stadium, Bristol Widzów: 9127 Sędzia: Ashley Rowden |
| 3 maja 200815:00 | Jason Strange 21 (7K)     | 21:22(12:12) | Joe Carlisle 2 (pd) Miles Benjamin 5 (P) Rico Gear 5 (P) Sam Tuitupou 5 (P) Shane Drahm 5 (pd K) | Memorial Stadium, Bristol Widzów: 9127 Sędzia: Ashley Rowden |
| 3 maja 200815:00 | Miles Benjamin · Tom Wood | 21:22(12:12) |                                                                                                  | Memorial Stadium, Bristol Widzów: 9127 Sędzia: Ashley Rowden |

| 3 maja 200818:00 | Bath | 66:21(45:0) | Saracens                                                                                         | The Recreation Ground, Bath Widzów: 10600 Sędzia: Rob Debney |
| 3 maja 200818:00 | Andrew Higgins 5 (P) Butch James 5 (P) Daniel Browne 5 (P) Joe Maddock 5 (P) Matt Banahan 5 (P) Michael Lipman 10 (2P) Olly Barkley 31 (2P 9pd K) | 66:21(45:0) | Adam Powell 5 (P) Glen Jackson 4 (2pd) Gordon Ross 2 (pd) Kameli Ratuvou 5 (P) Kevin Yates 5 (P) | The Recreation Ground, Bath Widzów: 10600 Sędzia: Rob Debney |
| 3 maja 200818:00 | Butch James · Michael Claassens | 66:21(45:0) |                                                                                                  | The Recreation Ground, Bath Widzów: 10600 Sędzia: Rob Debney |

| 4 maja 200815:00 | Harlequins                                               | 16:23(11:20) | Sale Sharks                                                            | Twickenham Stoop, Londyn Widzów: 12638 Sędzia: Dave Pearson |
| 4 maja 200815:00 | Adrian Jarvis 6 (2K) Danny Care 5 (P) Tom Williams 5 (P) | 16:23(11:20) | Andy Vilk 5 (P) Charlie Hodgson 13 (2pd 3K) Richard Wigglesworth 5 (P) | Twickenham Stoop, Londyn Widzów: 12638 Sędzia: Dave Pearson |
| 4 maja 200815:00 | Andrew Sheridan · Juan Martín Fernández Lobbe            | 16:23(11:20) |                                                                        | Twickenham Stoop, Londyn Widzów: 12638 Sędzia: Dave Pearson |

| 4 maja 200815:00 | London Irish | 43:20(17:10) | Leeds Carnegie                                                                    | Madejski Stadium, Reading Widzów: 7502 Sędzia: Sean Davey |
| 4 maja 200815:00 | Declan Danaher 5 (P) Eoghan Hickey 4 (2pd) Faan Rautenbach 5 (P) Paul Hodgson 5 (P) Peter Hewat 4 (2pd) Shane Geraghty 5 (P) Tomas De Vedia 5 (P) Topsy Ojo 5 (P) | 43:20(17:10) | Adam Greendale 5 (pd K) Hendre Fourie 5 (P) Leigh Hinton 5 (pd K) Tom Biggs 5 (P) | Madejski Stadium, Reading Widzów: 7502 Sędzia: Sean Davey |
| 4 maja 200815:00 | Hendre Fourie | 43:20(17:10) |                                                                                   | Madejski Stadium, Reading Widzów: 7502 Sędzia: Sean Davey |

| 4 maja 200815:00 | London Wasps                                                          | 17:25(10:15) | Gloucester                                                                            | Adams Park, High Wycombe Widzów: 10000 Sędzia: Wayne Barnes |
| 4 maja 200815:00 | Danny Cipriani 5 (pd K) Jeremy Staunton 2 (pd) Raphaël Ibañez 10 (2P) | 17:25(10:15) | James Simpson-Daniel 5 (P) Mike Tindall 5 (P) Olly Morgan 5 (P) Ryan Lamb 10 (2pd 2K) | Adams Park, High Wycombe Widzów: 10000 Sędzia: Wayne Barnes |
| 4 maja 200815:00 | Carlos Nieto                                                          | 17:25(10:15) |                                                                                       | Adams Park, High Wycombe Widzów: 10000 Sędzia: Wayne Barnes |

| 4 maja 200815:00 | Newcastle Falcons                                                           | 28:25(20:12) | Leicester Tigers                                                               | Kingston Park, Newcastle upon Tyne Widzów: 9184 Sędzia: Andrew Small |
| 4 maja 200815:00 | Andy Long 5 (P) Jonny Wilkinson 13 (2pd 3K) Phil Dowson 5 (P) Tom May 5 (P) | 28:25(20:12) | Andy Goode 5 (pd K) Jordan Crane 5 (P) Sam Vesty 5 (pd K) Tom Varndell 10 (2P) | Kingston Park, Newcastle upon Tyne Widzów: 9184 Sędzia: Andrew Small |
| 4 maja 200815:00 | James Grindal                                                               | 28:25(20:12) | Marco Wentzel                                                                  | Kingston Park, Newcastle upon Tyne Widzów: 9184 Sędzia: Andrew Small |

| 7 maja 200820:00 | Newcastle Falcons                    | 13:32(13:15) | London Wasps                                                                                      | Kingston Park, Newcastle upon Tyne Widzów: 10200 Sędzia: Rob Debney |
| 7 maja 200820:00 | Ollie Phillips 5 (P) Tom May 8 (P K) | 13:32(13:15) | Danny Cipriani 12 (3pd 2K) James Haskell 5 (P) Josh Lewsey 5 (P) Paul Sackey 5 (P) Tom Rees 5 (P) | Kingston Park, Newcastle upon Tyne Widzów: 10200 Sędzia: Rob Debney |

| 10 maja 200815:00 | Gloucester                                 | 8:6(8:6) | Bath                | Kingsholm Stadium, Gloucester Widzów: 16500 Sędzia: Dave Pearson |
| 10 maja 200815:00 | James Simpson-Daniel 5 (P) Ryan Lamb 3 (K) | 8:6(8:6) | Olly Barkley 6 (2K) | Kingsholm Stadium, Gloucester Widzów: 16500 Sędzia: Dave Pearson |

| 10 maja 200815:00 | Leeds Carnegie                                                                           | 28:45(16:24) | London Wasps                                                                                         | Headingley Rugby Stadium, Headingley Widzów: 7842 Sędzia: Andrew Small |
| 10 maja 200815:00 | Alberto di Bernardo 13 (2pd 3K) Hendre Fourie 5 (P) Jonny Hepworth 5 (P) Tom Biggs 5 (P) | 28:45(16:24) | Fraser Waters 5 (P) Jeremy Staunton 15 (6pd K) Joe Ward 5 (P) Raphaël Ibañez 5 (P) Tom Voyce 15 (3P) | Headingley Rugby Stadium, Headingley Widzów: 7842 Sędzia: Andrew Small |

| 10 maja 200815:00 | Leicester Tigers                                                                                | 31:28(12:21) | Harlequins                                                                    | Welford Road, Leicester Widzów: 17498 Sędzia: Wayne Barnes |
| 10 maja 200815:00 | Andy Goode 6 (3pd) Ben Herring 5 (P) Johne Murphy 5 (P) Jordan Crane 5 (P) Tom Varndell 10 (2P) | 31:28(12:21) | Chris Malone 8 (4pd) Mike Brown 5 (P) Tom Williams 10 (2P) Will Skinner 5 (P) | Welford Road, Leicester Widzów: 17498 Sędzia: Wayne Barnes |
| 10 maja 200815:00 | George Robson                                                                                   | 31:28(12:21) |                                                                               | Welford Road, Leicester Widzów: 17498 Sędzia: Wayne Barnes |

| 10 maja 200815:00 | Sale Sharks                            | 7:17(0:12) | London Irish                                                 | Edgeley Park, Stockport Widzów: 10252 Sędzia: Chris White |
| 10 maja 200815:00 | Chris Bell 5 (P) Luke McAlister 2 (pd) | 7:17(0:12) | Eoghan Hickey 2 (pd) Seilala Mapusua 10 (2P) Topsy Ojo 5 (P) | Edgeley Park, Stockport Widzów: 10252 Sędzia: Chris White |
| 10 maja 200815:00 | James Hudson · Richard Thorpe          | 7:17(0:12) |                                                              | Edgeley Park, Stockport Widzów: 10252 Sędzia: Chris White |

| 10 maja 200815:00 | Saracens                                                                           | 25:20(15:13) | Bristol                                 | stadium:mk, Milton Keynes Widzów: 8050 Sędzia: Tim Wigglesworth |
| 10 maja 200815:00 | Alex Goode 10 (2pd 2K) Kameli Ratuvou 5 (P) Noah Cato 5 (P) Richard Haughton 5 (P) | 25:20(15:13) | Ed Barnes 10 (2pd 2K) Luke Eves 10 (2P) | stadium:mk, Milton Keynes Widzów: 8050 Sędzia: Tim Wigglesworth |

| 10 maja 200815:00 | Worcester Warriors | 51:10(20:10) | Newcastle Falcons                         | Sixways Stadium, Worcester Widzów: 10197 Sędzia: Dean Richards |
| 10 maja 200815:00 | Aleki Lutui 5 (P) Chris Horsman 5 (P) Drew Hickey 2 (pd) Marcel Garvey 5 (P) Miles Benjamin 10 (2P) Pat Sanderson 5 (P) Rico Gear 5 (P) Shane Drahm 9 (3pd K) Thinus Delport 5 (P) | 51:10(20:10) | Ollie Phillips 5 (P) Steve Jones 5 (pd K) | Sixways Stadium, Worcester Widzów: 10197 Sędzia: Dean Richards |
| 10 maja 200815:00 | Rob Vickers | 51:10(20:10) |                                           | Sixways Stadium, Worcester Widzów: 10197 Sędzia: Dean Richards |

## Faza pucharowa
|  |                  |                  |                  |                  |    |              |              |       |
|  | Półfinał         | Półfinał         | Półfinał         |                  |    | Finał        | Finał        | Finał |
|  | Półfinał         | Półfinał         | Półfinał         |                  |    | Finał        | Finał        | Finał |
|  | 18 maja 2008     |                  |                  |                  |    |              |              |       |
|  |                  |                  |                  |                  |    |              |              |       |
|  | London Wasps     | London Wasps     | 21               |                  |    |              |              |       |
|  | London Wasps     | London Wasps     | 21               | 31 maja 2008     |    |              |              |       |
|  | Bath             | Bath             | 10               |                  |    |              |              |       |
|  | Bath             | Bath             | 10               |                  |    | London Wasps | London Wasps | 26    |
|  | 18 maja 2008     |                  |                  |                  |    | London Wasps | London Wasps | 26    |
|  |                  |                  | Leicester Tigers | Leicester Tigers | 16 |              |              |       |
|  | Gloucester       | Gloucester       | Leicester Tigers | Leicester Tigers | 16 | 25           |              |       |
|  | Gloucester       | Gloucester       |                  |                  |    |              |              |       |
|  | Leicester Tigers | Leicester Tigers | 26               |                  |    |              |              |       |
|  | Leicester Tigers | Leicester Tigers | 26               |                  |    |              |              |       |

| 18 maja 200814:00 | London Wasps                                                                                            | 21:10(14:7) | Bath                                      | Adams Park, High Wycombe Widzów: 10000 Sędzia: Chris White |
| 18 maja 200814:00 | Danny Cipriani 4 (2pd) Fraser Waters 5 (P) Mark van Gisbergen 2 (pd) Riki Flutey 5 (P) Tom Palmer 5 (P) | 21:10(14:7) | Alex Crockett 5 (P) Olly Barkley 5 (pd K) | Adams Park, High Wycombe Widzów: 10000 Sędzia: Chris White |
| 18 maja 200814:00 | Fraser Waters                                                                                           | 21:10(14:7) |                                           | Adams Park, High Wycombe Widzów: 10000 Sędzia: Chris White |

| 18 maja 200816:30 | Gloucester                                                           | 25:26(12:3) | Leicester Tigers                                                   | Kingsholm Stadium, Gloucester Widzów: 16500 Sędzia: Dave Pearson |
| 18 maja 200816:30 | James Simpson-Daniel 5 (P) Ryan Lamb 17 (pd 5K) Willie Walker 3 (dg) | 25:26(12:3) | Aaron Mauger 5 (P) Alesana Tuilagi 5 (P) Andy Goode 16 (2pd dg 3K) | Kingsholm Stadium, Gloucester Widzów: 16500 Sędzia: Dave Pearson |
| 18 maja 200816:30 | Harry Ellis · Jordan Crane                                           | 25:26(12:3) |                                                                    | Kingsholm Stadium, Gloucester Widzów: 16500 Sędzia: Dave Pearson |

| 31 maja 200815:00 | London Wasps                                                    | 26:16(23:6) | Leicester Tigers                                       | Twickenham Stadium Londyn Widzów: 81600 Sędzia: Wayne Barnes |
| 31 maja 200815:00 | Josh Lewsey 5 (P) Mark van Gisbergen 16 (2pd 4K) Tom Rees 5 (P) | 26:16(23:6) | Andy Goode 6 (2K) Harry Ellis 5 (P) Tom Varndell 5 (P) | Twickenham Stadium Londyn Widzów: 81600 Sędzia: Wayne Barnes |